# Phare de São Tomé
Le phare de São Tomé (en portugais : Farol de São Tomé) est un phare situé sur le territoire de la ville de Campos dos Goytacazes de l'État de Rio de Janeiro - (Brésil).
Ce phare est la propriété de la Marine brésilienne  et il est géré par le Centro de Sinalização Náutica e Reparos Almirante Moraes Rego (CAMR) au sein de la Direction de l'Hydrographie et de la Navigation (DHN).

## Histoire
Le phare, inauguré le 29 juillet 1882, répondait à plusieurs demandes de mise en garde contre les dangers d'un grand banc de sable à proximité. Il ressemble à celui de Salinópolis. Il a été conçu par la société de Gustave Eiffel et préfabriqué par la société française Barbier et Fenéstre.
Le phare est un haut pylône cylindrique en fonte avec des haubans de renfort lui donnant l'aspect d'une pyramide octogonale de 45 m de haut. La tour est peinte totalement en rouge, à l'exception du dôme de la lanterne qui est blanche. À la base du pylône qui abrite l'échelle d'accès au sommet, se trouvait une maison des gardiens de phare, également métallique.
Le phare est érigé sur le cap São Tomé, un promontoire du littoral nord-est de l'état de Rio de Janeiro, à 7 km au sud de la ville de Campos dos Goytacazes. Il émet, à une hauteur focale de 49 m, deux longs éclats blancs toutes les 67.5 secondes avec une portée maximale de 40 milles marins (environ 77 km). Il est visitable l'après-midi.
Il est aussi équipé d'un radar Racon émettant la lettre O en alphabet morse et d'une station DGPS.
Identifiant : ARLHS : BRA097 ; BR2156 - Amirauté : G0342 - NGA :18340 .

## Caractéristique dufeu maritime
- Fréquence sur 67.5 secondes : (deux éclats blancs)
  - Lumière : 3 secondes
  - Obscurité : 10.5 secondes

### Lien connexe
- Liste des phares du Brésil